# Венглинец (гмина)
Венглинец (пол. Węgliniec) — городско-сельская гмина (волость) в Польше, входит как административная единица в Згожелецкий повет, Нижнесилезское воеводство. Население 8845 человек (на 2004 год).

## Демография
| Перепись                       | Всего   | Всего | Женщины | Женщины | Мужчины | Мужчины |
| ------------------------------ | ------- | ----- | ------- | ------- | ------- | ------- |
| Единицы                        | человек | %     | человек | %       | человек | %       |
| Население                      | 8845    | 100   | 4473    | 50,6    | 4372    | 49,4    |
| Плотность населения (чел./км²) | 26,1    | 26,1  | 13,2    | 13,2    | 12,9    | 12,9    |

## Поселения
1. Червона-Вода
2. Дембувек
3. Ягодзин
4. Кешкув
5. Косцельна-Весь
6. Кузница
7. Ленжек
8. Окронглица
9. Пясечна
10. Пяски
11. Поляна
12. Рушув
13. Стары-Венглинец
14. Зелёнка

## Соседние гмины
1. Гоздница
2. Гмина Илова
3. Гмина Новогродзец
4. Гмина Осечница
5. Гмина Пеньск
6. Гмина Пшевуз